# 4. červen
4. červen je 155. den roku podle gregoriánského kalendáře (156. v přestupném roce). Do konce roku zbývá 210 dní. Svátek má Dalibor.

## Události

### Česko
- 1450 – Vojska Poděbradské jednoty pod velením Jiřího z Poděbrad porazila v bitvě u Rokycan vojska Strakonické jednoty vedené Jindřichem IV. z Rožmberka.
- 1848 – Účastníci Slovanského sjezdu se sešli u sochy sv. Václava na pražském Koňském trhu – dnešním Václavském náměstí, kde se sloužila slavnostní mše ve slovanské liturgii.
- 1876 – Byl zahájen provoz druhé etapy koňské tramvaje v Brně.
- 1942 – V nemocnici na Bulovce zemřel na následky atentátu z 27. května téhož roku zastupující říšský protektor v Čechách a na Moravě Reinhard Heydrich.
- 1945 – Postoloprtský masakr: Příslušníci Československé armády bez soudu postříleli nejméně 763 internovaných německých civilistů (převážně mužů a chlapců) z Postoloprt, Žatce a okolí.
- 1961 – Premiéra Symfonie č. 2 "Sinfonia pacis", Op. 18 Viktora Kalabise.
- 1979 – Světem hledaný terorista Carlos se pod ochranou STB účastnil schůzky arabských studentů, kterou v Praze organizoval Svaz iráckých studentů.
- 1999 – Nástupcem Vladimíra Železného v čele TV Nova byl jmenován jeho bývalý spolupracovník Jan Vávra.
- 2007 – Do Prahy přijel na svou druhou návštěvu americký prezident George W. Bush.
- 2008 – Na Sokolovsku bylo zahájeno napouštění rekultivačního jezera Medard.

### Svět
- 1070 – V jeskyni nedaleko francouzského města Roquefort vyrobili první plesnivý sýr, který nazvali Roquefort.[1]
- 1508 – Ludvík Jagellonský byl korunován uherským králem.
- 1666 – Premiéra Molierova Misantropa v Paříži
- 1783 – Bratři Montgolfierové veřejně ukázali svůj horkovzdušný balón.
- 1792 – George Vancouver prohlásil Pugetův záliv britským územím.
- 1859 – Druhá italská válka za nezávislost: Poblíž města Magenta porazila francouzsko-sardinská vojska vedená Napoleonem III. rakouskou armádu pod vedením polního maršála Ference Gyulaie.
- 1876 – Expresní vlak s názvem Transcontinental Express dorazil do San Francisca přes první transkontinentální železnici pouze 83 hodin a 39 minut po odjezdu z New Yorku.
- 1878 – Turecko předává ostrov Kypr pod britskou správu na základě tzv. Kyperské konvence (tajná dohoda mezi Brity a Osmany)
- 1896 – Henry Ford dokončil a otestoval svůj první automobil Ford Quadricycle.
- 1912 – Massachusetts se stává prvním státem Spojených států, který stanovil minimální mzdu.
- 1913 – Britská sufražetka Emily Davisonová vběhla během dostihu v Epsomu na závodiště a byla smrtelně zraněna koněm krále Jiřího V.
- 1918 – Ruská občanská válka: českoslovenští vojáci porazili Rudou armádu v bitvě u Lipjag.
- 1920 – Byla podepsána Trianonská mírová smlouva.
- 1928 – V Šen-jangu byl spáchán úspěšný atentát na Čang Cuo-lina, prozatímního prezidenta Čínské republiky.
- 1940 – Druhá světová válka: skončila operace Dynamo; úspěšná evakuace britského expedičního sboru (BEF) a části spojenců z dunkerqueského obklíčení.
- 1942 – Druhá světová válka: začala bitva u Midway, námořní střetnutí, v němž Spojenci drtivě porazili japonskou válečnou flotilu.
- 1950 – Ve švýcarském Bremgartenu se jel čtvrtý závod Formule 1. Vítězem se stal Ital Giuseppe Farina na voze Alfa Romeo.
- 1960 – Na břehu Bodomského jezera se odehrály bodomské vraždy, během nichž byli zabiti tři lidé a jeden zraněn.
- 1961 – Sovětsko-USA vrcholná schůzka ve Vídni: Chruščov a Kennedy. Jedním z hlavních bodů jednání byl neutrální Laos.
- 1970 – Království Tonga vyhlásila nezávislost a vstoupila do britského Společenství národů.
- 1989
  - Sajjid Alí Chameneí zvolen duchovním vůdcem Íránu.
  - V Pekingu brutální vojenskou akcí byly potlačeny studentské protesty na náměstí Nebeského klidu.
- 2002 – Američtí astronomové Chad Trujillo a Michael Brown objevili transneptunické těleso Quaoar.

## Narození

### Česko

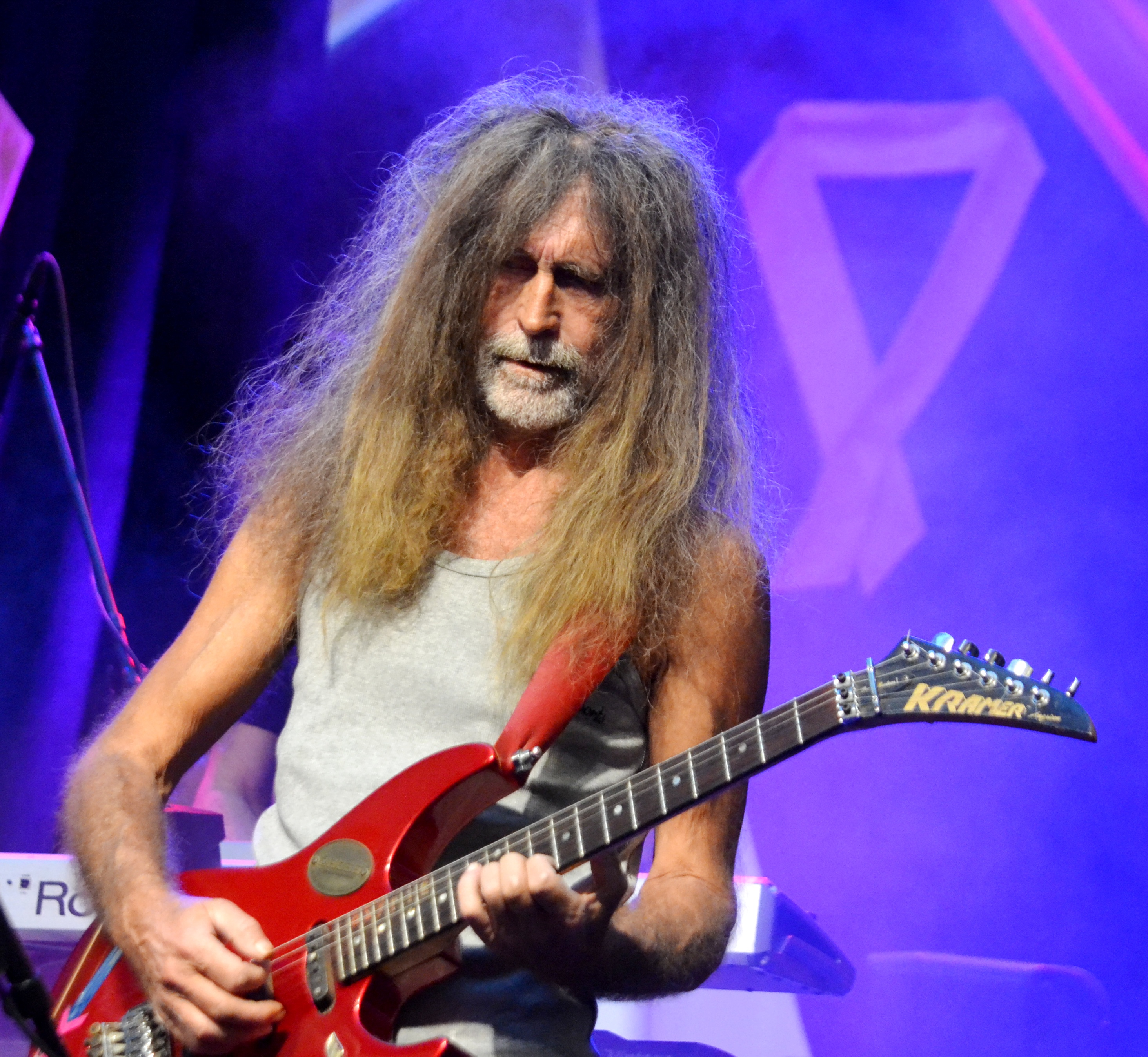
Ota Petřina (* 1937)

- 1739 – Jan Quirin Jahn, malíř, historik a teoretik umění († 18. července 1802)
- 1814 – Antonín Pittner, starosta a kronikář města Polné († 24. srpna 1897)
- 1833 – Karl Panowsky, poslanec Říšské rady a Moravského zemského sněmu a starosta Ivančic († 16. ledna 1894)
- 1840 – Jakub Hron Metánovský, učitel, fyzik, vynálezce a jazykový purista († 29. dubna 1921)
- 1852 – Alfred Grünfeld, klavírista a skladatel († 4. ledna 1924)
- 1853 – Karel Haak hudební skladatel († 5. srpna 1937)
- 1864 – Rudolf Kristián Wrbna-Kounic, český šlechtic, c. k. komoří u vídeňského dvora († 24. prosince 1927)
- 1871 – Gustav Friedrich, český archivář, historik, pedagog a editor († 19. listopadu 1943)
- 1875 – Adolf Červinka, český spisovatel († 17. dubna 1936)
- 1878
  - Stanislav Nikolau, český geograf a novinář († 5. června 1950)
  - František Chudoba, anglista, literární historik a překladatel († 7. ledna 1941)
- 1880 – Antonín Eltschkner, generální vikář pražské arcidiecéze († 22. února 1961)
- 1881
  - Jan Kvidera, československý politik († ?)
  - Alois Tučný, československý politik, odborový předák a ministr († 10. dubna 1940)
- 1886 – Jaroslav Eminger, československý generál († 14. července 1964)
- 1898 – Josef Chaloupka, český básník a novinář († 24. ledna 1954)
- 1894 – Josef Balabán, legionář, příslušník odbojové organizace Obrana národa, generálmajor i. m. († 3. října 1941)
- 1908
  - Jan Zdeněk Bartoš, hudební skladatel († 1. června 1981)
  - Erich Srbek, fotbalový reprezentant († 24. února 1973)
- 1912 – Josef Starý, vysokoškolský pedagog a ministr dopravy († 16. května 2000)
- 1917 – Jiří Pecka, kanoista, olympijský medailista († 12. května 1997)
- 1920 – Josef Kvapil, československý fotbalový reprezentant († 1988)
- 1922 – Ladislav Simajchl, kněz, spisovatel a editor Společného kancionálu českých a moravských diecézí († 5. července 2010)
- 1926 – Ivo Žídek, český operní pěvec († 20. května 2003)
- 1927
  - Jiří Pešek, československý fotbalový reprezentant († 20. května 2011)
  - Hana Bořkovcová,autorka próz pro děti a mládež († 25. února 2009)
- 1928 – Milan Škampa, český violista a pedagog
- 1931 – Jan Zábrana, básník, prozaik, esejista a překladatel († 3. září 1984)
- 1932 – Jiří Pelikán, spoluzakladatel Evropského hnutí fair play († 29. dubna 2015)
- 1937 – Jiří Mihule, český hobojista a hudební pedagog
- 1939 – Milan Zelenka, kytarista a hudební pedagog
- 1940 – Jiří Válek, český flétnista, hudební skladatel a pedagog
- 1941 – Jiří Růžička, bývalý basketbalista a trenér
- 1944 – Zdeňka Čechová, česká výtvarnice, multimediální umělkyně, režisérka, choreografka
- 1945 – Petr Hana, český malíř († 25. prosince 1991)
- 1946 – Magdalena Jetelová, česká fotografka a výtvarnice konceptuálních projektů
- 1947 – Radomír Malý, český historik, novinář, politik
- 1949 – Ota Petřina, kytarista, skladatel, textař, zpěvák a kapelník († 11. července 2015)
- 1952 – Hana Lišková, sportovní gymnastka, stříbrná medaile z LOH 1968
- 1958 – Michal Pavlík, bývalý violoncellista skupiny Čechomor
- 1960 – Zdeněk Kůs, rektor Technické univerzity v Liberci
- 1962 – Martin Stáhalík, akrobatický pilot († 9. březen 2001)
- 1964 – Veronika Jeníková, herečka
- 1985 – Jan Marcell, atlet, diskař a koulař

### Svět

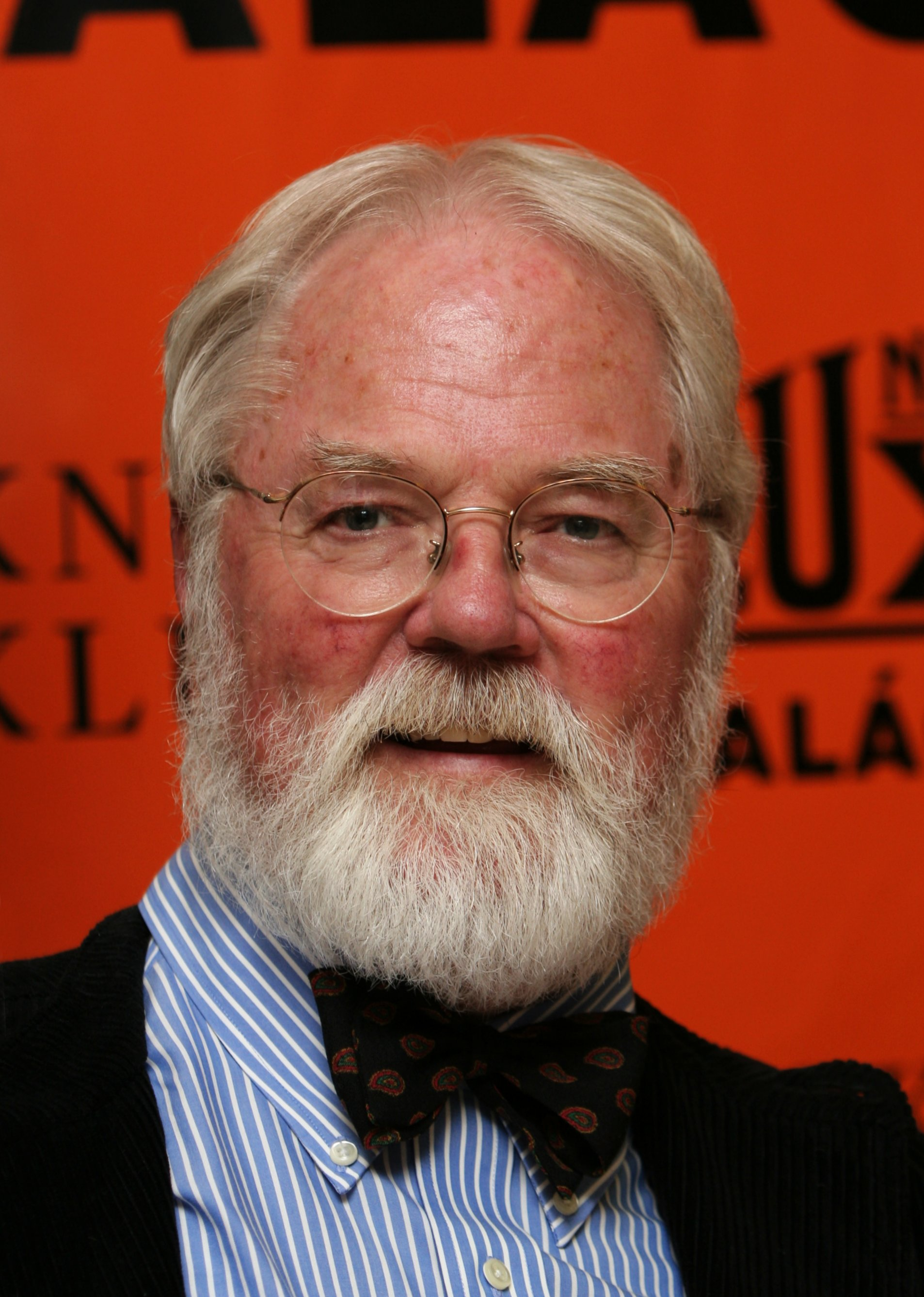
Robert Fulghum (* 1937)

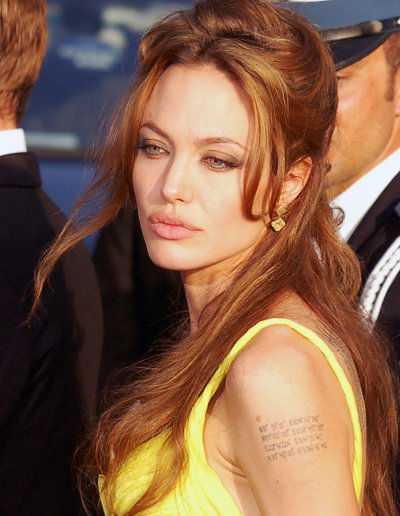
Angelina Jolie (* 1975)

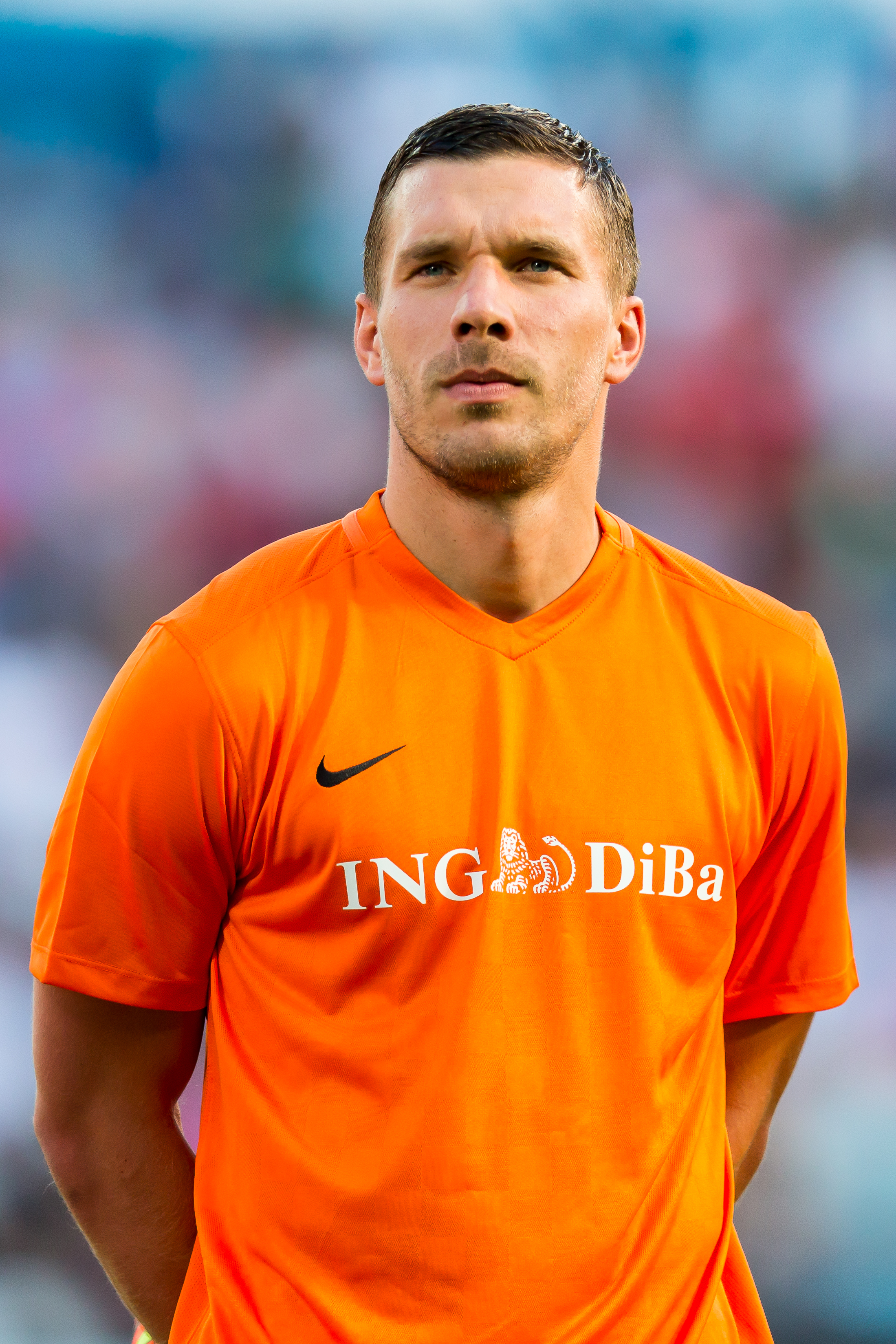
Lukas Podolski (* 1985)

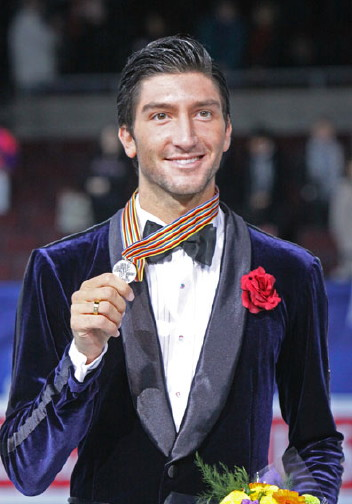
Evan Lysacek (* 1985)

- 1394 – Filipa Anglická, dánská královna († 6. ledna 1430)
- 1489 – Antonín Lotrinský, lotrinský vévoda († 14. června 1544)
- 1604 – Klaudie Medicejská, arcivévodkyně tyrolská († 1648)
- 1694 – François Quesnay, francouzský lékař a ekonom († 16. prosince 1774)
- 1738 – Jiří III., anglický král († 29. ledna 1820)
- 1777 – Alexej Petrovič Jermolov, ruský generál († 23. dubna 1861)
- 1829 – Joseph Ascher, nizozemský skladatel († 4. června 1869)
- 1832 – Edmund von Krieghammer, ministr války Rakouska-Uherska († 21. srpna 1906)
- 1836 – Władysław Tarnowski, polský šlechtic, klavírista, skladatel a básník († 19. dubna 1878)
- 1840 – Alois Beer, rakouský fotograf († 19. prosince 1916)
- 1856 – Bedřich Rakousko-Těšínský, vrchní velitel rakouské armády (markýz Gero) († 30. prosince 1936)
- 1867 – Carl Gustaf Mannerheim, finský politik, diplomat a vojevůdce († 9. října 1854)
- 1870 – Alžběta Hesselbladová, švédská světice, zdravotní sestra, brigitinka († 24. dubna 1957)
- 1872 – Eugenie Schwarzwaldová, rakouská filantropka, spisovatelka a pedagožka († 7. srpna 1940)
- 1875 – Paul Landowski, francouzský sochař († 27. března 1961)
- 1877 – Heinrich Otto Wieland, německý chemik, nositel Nobelovy ceny († 5. srpna 1957)
- 1878 – Władysław Byrka, polský právník, ekonom a politik († 27. září 1945)
- 1879 – Theodor Haecker, německý katolický spisovatel († 9. dubna 1945)
- 1882 – John Bauer, švédský malíř († 20. listopadu 1918)
- 1884 – Fritz ter Meer, německý chemik, nacistický zločinec († 27. října 1967)
- 1888 – Lajos Egri, americký dramatik maďarského původu († 7. února 1967)
- 1893 – Karola Skutecká-Karvašová, slovenská malířka († 9. ledna 1945)
- 1900 – Ján Stanek, slovenský důstojník († 17. února 1996)
- 1902 – Richard Allen, indický pozemní hokejista, zlato na OH († 1969)
- 1903 – Jevgenij Mravinskij, ruský dirigent († 19. ledna 1988)
- 1904 – Georges Canguilhem, francouzský lékař, filozof a historik vědy († 11. září 1995)
- 1909 – Eino Antero Luukkanen, finský stíhací pilot († 10. dubna 1964)
- 1911
  - Milovan Djilas, srbský politik a marxistický teoretik († 20. dubna 1995)
  - Faustino Oramas, kubánský zpěvák († 27. března 2007)
- 1915 – Günther Sabetzki, prezident Mezinárodní hokejové federace († 21. června 2000)
- 1916 – Robert F. Furchgott, americký biochemik, nositel Nobelovy ceny za fyziologii a medicínu († 19. května 2009)
- 1922 – Valja Stýblová, česká spisovatelka
- 1925 – Alexander Žabka, slovenský geolog († 26. srpna 2000)
- 1929 – Karolos Papulias, řecký politik († 26. prosince 2021)
- 1930
  - Viktor Tichonov, ruský hráč a trenér ledního hokeje († 24. listopadu 2014)
  - Štefan Uher, slovenský režisér a scenárista († 29. března 1993)
- 1931 – Miroslav Abrahám, slovenský ekonom a diplomat († 10. ledna 2007)
- 1932 – Oliver Nelson, americký saxofonista († 28. října 1975)
- 1933 – Godfried Danneels, belgický kardinál
- 1936 – Bruce Dern, americký herec
- 1937 – Robert Fulghum, americký spisovatel
- 1944 – Michelle Phillips, americká zpěvačka, skladatelka a herečka
- 1945 – Anthony Braxton, americký hudebník
- 1947 – Viktor Klima, rakouský politik
- 1948 – Paquito D'Rivera, kubánský hudebník
- 1949 – Slavenka Drakulićová, chorvatská spisovatelka a novinářka
- 1951
  - Danica Slouková, slovenská filozofka
  - Bronisław Malinowski, polský olympijský vítěz v běhu na 3000 metrů překážek († 27. září 1981)
- 1952 – Bronisław Komorowski, polský politik
- 1954 – Raphael Ravenscroft, britský saxofonista († 19. října 2014)
- 1955 – Marián Kochanský, slovenský hudebník, skladatel a zpěvák († 28. dubna 2006)
- 1956 – Bernd Posselt, německý politik
- 1960 – Corinne Hofmannová, švýcarská spisovatelka
- 1961 – Ferenc Gyurcsány, maďarský politik
- 1963 – Sean Fitzpatrick, novozélandský ragbista
- 1965
  - Andrea Jaegerová, americká tenistka
  - Shannon Walkerová, americká inženýrka a astronautka
- 1966 – Vladimir Alexandrovič Vojevodskij, ruský matematik († 30. září 2017)
- 1968 – Niurka Montalvová, kubánsko-španělská atletka, skokanka do dálky
- 1970 – Deborah Compagnoniová, italská alpská lyžařka
- 1971
  - James Callis, britský herec
  - Mike Lee, americký politik
- 1974 – Janette Husárová, slovenská tenistka
- 1975
  - Angelina Jolie, americká herečka
  - Russell Brand, britský herec a komik
- 1976
  - Nenad Zimonjić, srbský tenista
  - Alexej Navalnyj, ruský právník a politický opoziční aktivista († 16. února 2024)
  - Akvsenti Giorgadze, gruzínský ragbista
- 1977 – Ingrid Visserová, nizozemská volejbalistka († 27. května 2013)
- 1983
  - Guillermo García-López, španělský tenista
  - Olga Saladuchová, ukrajinská trojskokanka
- 1985
  - Anna-Lena Grönefeldová, německá tenistka
  - Lukas Podolski, německý fotbalista
  - Dominique Gisinová, švýcarská alpská lyžařka
  - Evan Lysacek, americký krasobruslař
  - Jevgenij Usťugov, ruský biatlonista
  - Bar Refaeli, izraelská modelka
- 1989 – Paweł Fajdek, polský atlet, kladivář
- 1991
  - Lorenzo Insigne, italský fotbalový křídelník
  - Daniel Jérent, francouzský sportovní šermíř
  - Roy Meyer, nizozemský judista
- 1992 – Joseph Edward Mulherin, americká zpěvák, rapper a hudební skladatel
- 1995 – Duhan van der Merwe, skotský ragbista
- 1996 – Maria Bakalovová, bulharská herečka

## Úmrtí

### Česko

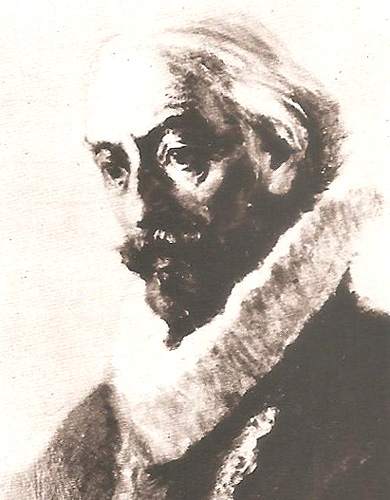
Vavřinec Benedikt z Nudožer († 1615)

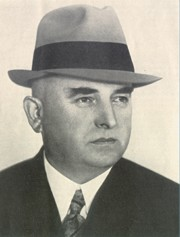
František Janeček († 1941)

- 1410 – Markéta Lucemburská, dcera Karla IV. a Alžběty Pomořanské (* 29. května 1373)
- 1566 – Matouš Collinus z Chotěřiny, humanista, učitel a spisovatel (* 1516)
- 1602 – Jan Rozenplut ze Švarcenbachu, katolický kněz a hudební skladatel (* 1550)
- 1615 – Vavřinec Benedikt z Nudožer, matematik, pedagog, básník, překladatel a filolog slovenského původu (* 1555)
- 1642 – Jan mladší Bruntálský z Vrbna, opavský zemský hejtman (* 1590)
- 1749 – Bedřich August Harrach, česko-rakouský šlechtic a politik (* 18. června 1696)
- 1817 – Martin Broulík, kantor a hudební skladatel (* 9. listopadu 1751)
- 1859 – Josef Höchsmann, moravský teolog (* 31. července 1792)
- 1881 – Václav Křížek, pedagog, vlastenec, politik a kulturní organizátor (* 25. listopadu 1833)
- 1925 – Antonín Kosina, učitel, básník a spisovatel (* 9. listopadu 1849)
- 1926 – Oswald Hillebrand, československý politik německé národnosti (* 7. srpna 1879)
- 1930 – František Hamza, český lékař a spisovatel (* 6. března 1868)
- 1941 – František Janeček, konstruktér a zakladatel firmy Jawa (* 23. ledna 1878)
- 1942
  - Oldřich Hujer, český lingvista a indoevropeista (* 25. listopadu 1880)
  - Reinhard Heydrich, zastupující říšský protektor v Čechách a na Moravě (* 7. března 1904)
- 1945
  - Ottokar Schubert, československý politik německé národnosti (* 22. října 1867)
  - Bohumil Vlasák, ministr financí Československa (* 31. května 1871)
- 1953 – Otakar Frič, český baptistický misionář (* 11. května 1877)
- 1965 – Ladislav Landa, český básník (* 25. února 1948)
- 1966
  - Miroslav Chleborád, český právník a archeolog (* 29. června 1880)
  - Bohumil Střemcha, český fotograf (* 21. května 1878)
- 1971 – Vlastislav Antonín Vipler, dirigent a hudební skladatel (* 2. června 1903)
- 1977
  - František Michl, český malíř-krajinář, designér a grafik (* 20. listopadu 1901)
  - Karel Ludwig, fotograf (* 27. září 1919)
- 1981 – Anežka Hrabětová-Uhrová, česká botanička (* 5. září 1900)
- 1982
  - Táňa Hodanová, česká herečka a divadelní režisérka (* 22. srpna 1892)
  - Zdeněk Vojtěch Peukert, spisovatel (* 26. června 1907)
- 1989 – Václav Kašlík, dirigent, skladatel a režisér (* 28. září 1917)
- 2009 – Pavel Brom, grafik, malíř a ilustrátor (* 8. května 1938)
- 2023 – Zdeněk Pouzar, mykolog (* 13. dubna 1932)

### Svět

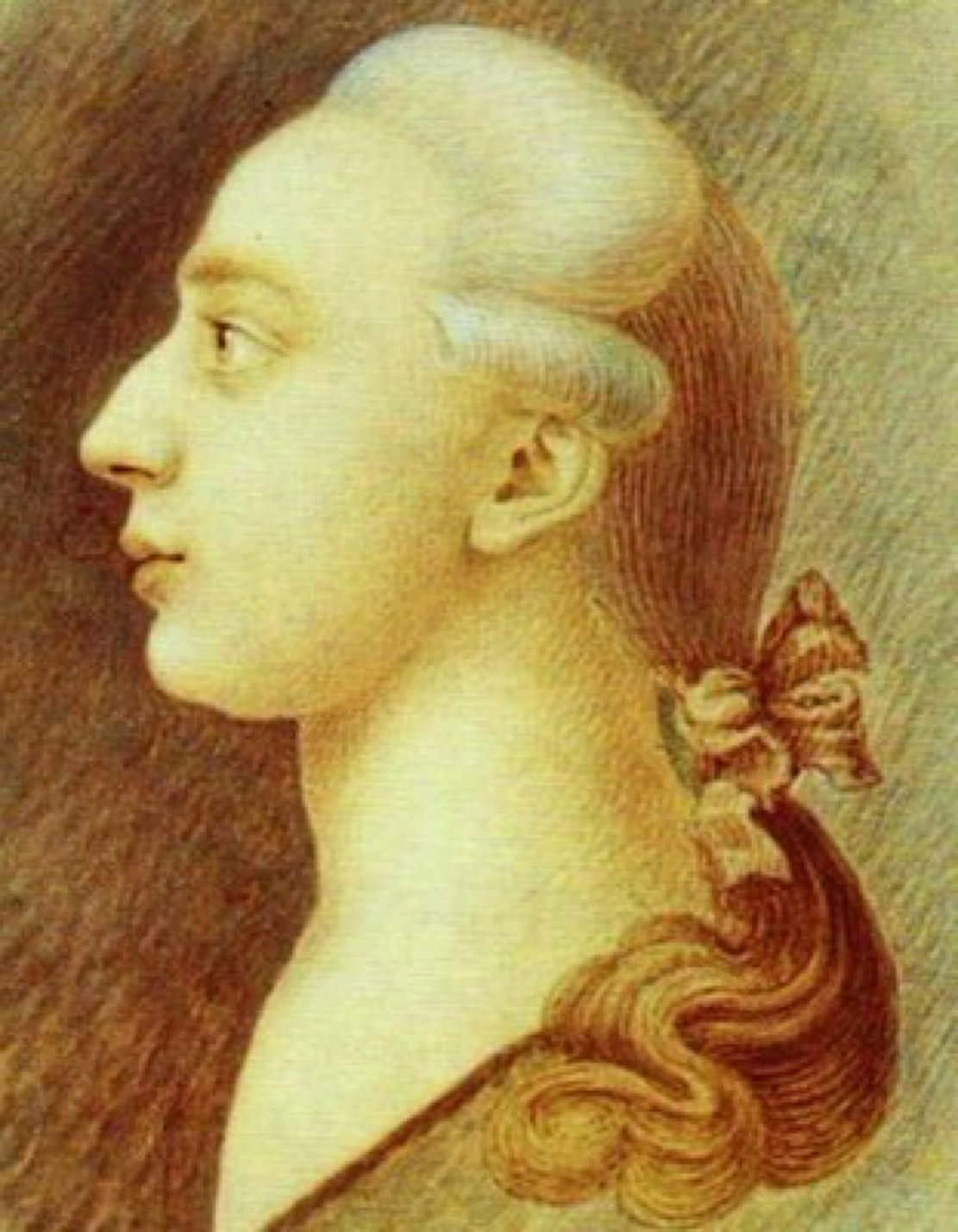
Giacomo Casanova († 1798)

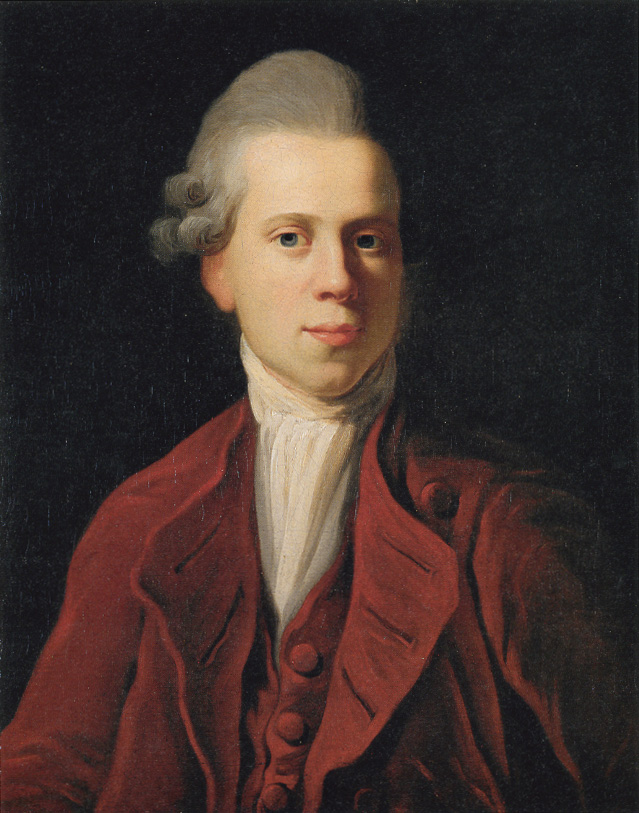
Nicolai Abraham Abildgaard († 1809)

Massimo Troisi († 1994)

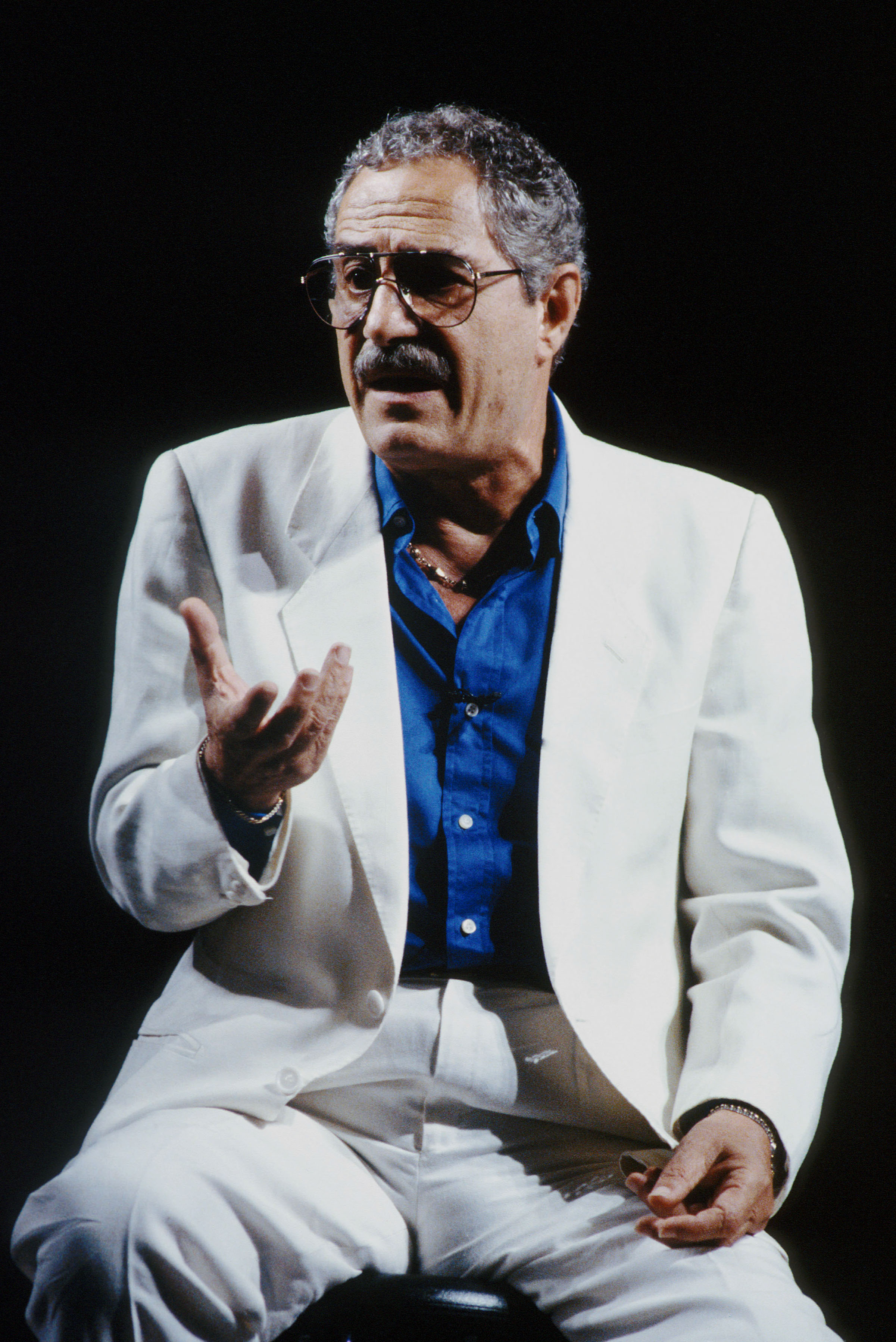
Nino Manfredi († 2004)

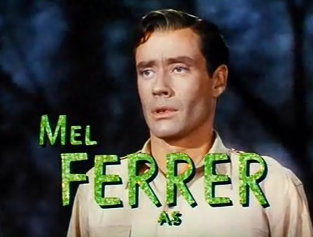
Mel Ferrer († 2008)

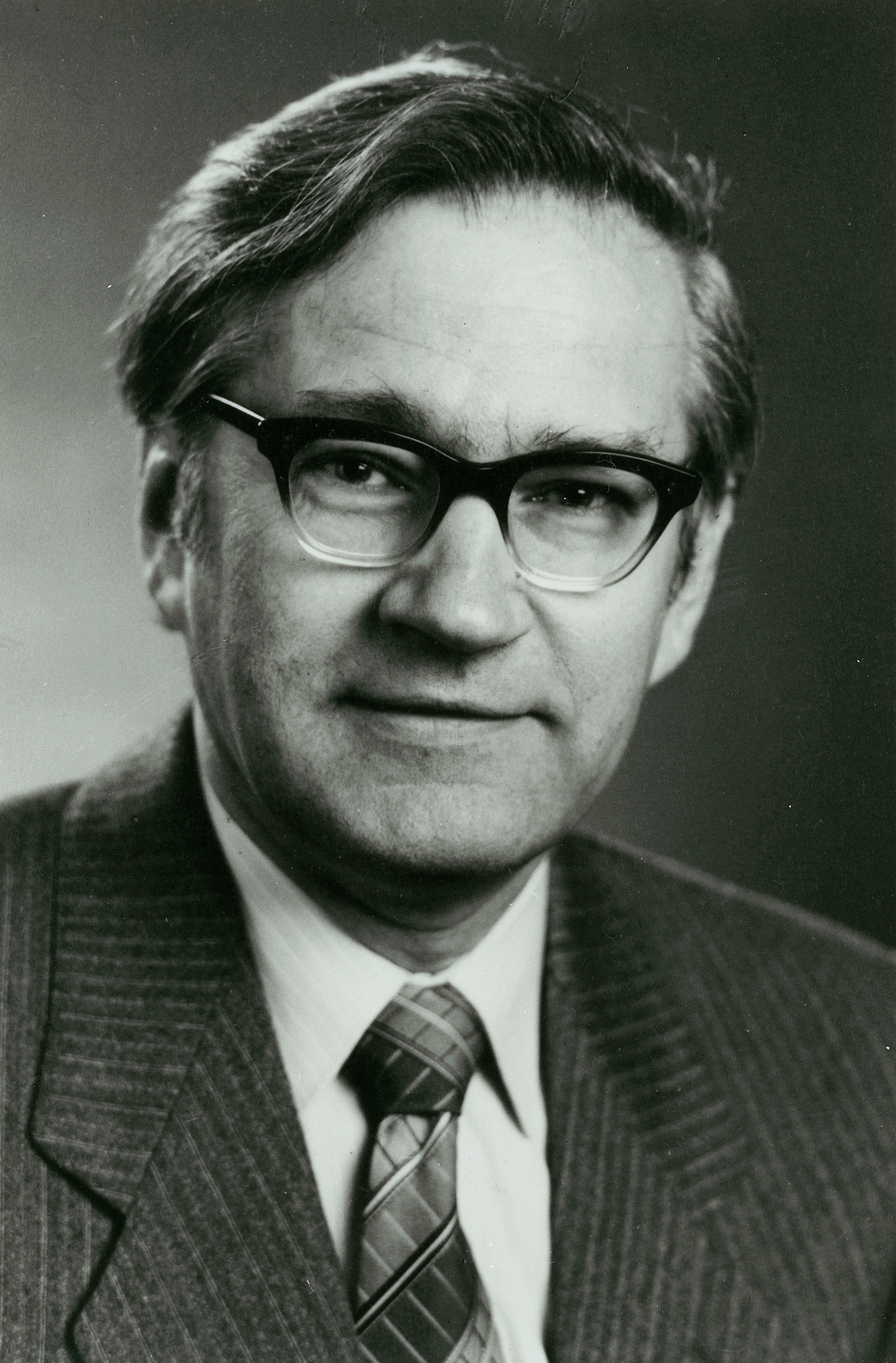
Richard R. Ernst († 2021)

- 1039 – Konrád II. Sálský, římský král a císař (* asi 990)
- 1102 – Vladislav I. Herman, polské kníže z dynastie Piastovců, (* asi 1042)
- 1135 – Chuej-cung, čínský císař z dynastie Sung (* 2. listopadu 1082)
- 1246 – Isabela z Angoulême, anglická královna (* 1188)
- 1257 – Přemysl I. Velkopolský, velkopolský kníže (* 1220)
- 1336 – Masašige Kusunoki, japonský samuraj (* 1294)
- 1394 – Marie de Bohun, manželka krále Jindřicha IV. Anglického a matka Jindřicha V. (* 1368)
- 1530 – Herkules Maxmilián Sforza, milánský vévoda (* 25. ledna 1493)
- 1574 – Kašpar z Logau, vratislavský biskup (* 3. srpna 1524)
- 1578 – Charles de Berlaymont, nizozemský politik (* 1510)
- 1622 – Peter Révai, slovenský spisovatel, básník, zemský hodnostář (* 2. února 1568)
- 1627 – Marie z Montpensier, francouzská šlechtična a orleánská vévodkyně (* 15. října 1605)
- 1678 – Catherine Charlotte de Gramont, monacká kněžna a milenka Ludvíka XIV. (* 1639)
- 1729 – William Cavendish, 2. vévoda z Devonshiru, britský státník a šlechtic (* 1672)
- 1738 – Marie Walpole, druhá manželka britského předsedy vlády Roberta Walpola (* 1702)
- 1747 – Alexius Cörver, slovenský teolog, filozof a matematik (* 1714)
- 1748 – Alexej Iljič Čirikov, ruský mořeplavec (* 24. prosince 1703)
- 1756 – Zübeyde Sultan, osmanská princezna a dcera sultána Ahmeda III. (* 28. března 1728)
- 1769 – Giambattista Lolli, italský šachový mistr a teoretik (* 1698)
- 1787 – Augusta Württemberská, kněžna z Thurn-Taxisu (* 30. října 1734)
- 1789 – Ludvík Josef Bourbonský, nejstarší syn francouzského krále Ludvíka XVI. (* 22. října 1781)
- 1792 – Jakob Michael Reinhold Lenz, německý spisovatel a básník (* 23. ledna 1751)
- 1798 – Giacomo Casanova, italský spisovatel a dobrodruh (* 2. dubna 1725)
- 1803 – Peter Ascanius, norský biolog (* 24. května 1723)
- 1809 – Nicolai Abraham Abildgaard, dánský malíř (* 11. září 1743)
- 1838 – Anselme Gaëtan Desmarest, francouzský zoolog (* 6. března 1784)
- 1848 – Esma Sultan, osmanská princezna a dcera sultána Abdulhamida I. (* 17. července 1778)
- 1850 – Nükhetsezâ Hanımefendi, manželka osmanského sultána Abdulhamida I. (* 1760)
- 1852 – James Pradier, francouzský sochař (* 23. května 1790)
- 1864 – Peter von Köppen, ruský geograf, statistik a etnograf (* 2. března 1793)
- 1869 – Joseph Ascher, nizozemský skladatel (* 4. června 1829)
- 1872
  - Stanisław Moniuszko, polský hudební skladatel (* 5. května 1819)
  - Johan Rudolph Thorbecke, nizozemský politik (* 14. ledna 1798)
- 1875 – Eduard Mörike, německý básník a spisovatel (* 8. září 1804)
- 1876 – Abdulaziz, turecký sultán (* 9. února 1830)
- 1887 – William A. Wheeler, americký státník, bankéř a viceprezident (* 1819)
- 1894 – Wilhelm Roscher, německý ekonom (* 21. října 1817)
- 1918 – Charles W. Fairbanks, viceprezident USA (* 11. května 1852)
- 1922 – Hermann Diels, německý klasický filolog, historik dějin filozofie (* 18. května 1848)
- 1923 – Alexander Milne Calder, skotsko-americký sochař (* 23. srpna 1846)
- 1925 – Pierre Louÿs, francouzský spisovatel a básník období parnasismu a symbolismu (* 10. prosince 1870)
- 1931 – Husajn ibn Alí al-Hášimí, král Hidžázu (* 1. května 1854)
- 1935 – Alí ibn Husajn, král Hidžázu a emír Mekky (* ? 1879)
- 1939 – Pavle Popović, srbský profesor filozofie a publicista (* 16. dubna 1868)
- 1941 – Vilém II. Pruský, poslední německý císař a pruský král (* 1859)
- 1942 – Hugo Karl Tippmann, americký básník a novinář českého původu (* 13. března 1875)
- 1946 – Ernst Leonard Lindelöf, finský matematik (* 7. března 1870)
- 1949 – Maurice Blondel, francouzský křesťanský filozof (* 2. listopadu 1861)
- 1951 – Lajos Körmendy-Ékes, československý politik maďarské národnosti (* 14. prosince 1876)
- 1965 – Sigmund Mowinckel, norský teolog (* 4. srpna 1884)
- 1966 – Čang Mjon, předseda vlády Jižní Koreje (* 28. srpna 1899)
- 1968 – Alexandre Kojève, francouzský filozof a politik (* 28. dubna 1902)
- 1970 – Josep Carner, katalánský básník, novinář a dramatik (* 9. února 1884)
- 1971 – György Lukács, maďarský marxistický filozof a literární kritik (* 13. dubna 1885)
- 1973 – Maurice René Fréchet, francouzský matematik (* 2. září 1878)
- 1977 – Margit Kovács, maďarská sochařka a keramička (* 30. listopadu 1902)
- 1981 – Fritz Steuben, německý spisovatel (* 3. prosince 1898)
- 1982 – Hermanni Pihlajamäki, finský zápasník, zlato na OH 1932 (* 11. listopadu 1903)
- 1989 – Cecil Collins, anglický malíř a grafik (* 23. března 1908)
- 1990 – Stiv Bators, americký punk rockový zpěvák (* 22. října 1949)
- 1991 – Margit Anna, maďarská malířka (* 23. prosince 1913)
- 1994
  - Roberto Burle Marx, brazilský zahradní architekt (* 4. srpna 1909)
  - Miroslav Horňák, slovenský filmový scenárista, dramaturg a režisér (* 18. března 1931)
  - Massimo Troisi, italský herec, scenárista, režisér a básník (* 19. února 1953)
- 1997 – Johnny „Hammond“ Smith, americký varhaník (* 16. prosince 1933)
- 2004
  - Nino Manfredi, italský herec a režisér (* 22. března 1921)
  - Steve Lacy, americký saxofonista (* 23. července 1934)
- 2008
  - Mel Ferrer, americký filmový herec a režisér (* 25. srpna 1917)
  - Agata Mróz-Olszewska, polská volejbalistka (* 7. dubna 1982)
- 2011 – Lawrence Eagleburger, americký politik (* 1. srpna 1930)
- 2012
  - Herb Reed, americký zpěvák, člen skupiny The Platters (* 7. srpna 1928)
  - Eduard Chil, ruský operní pěvec-barytonista (* 4. září 1934)
  - Rodolfo Quezada Toruño, guatemalský kardinál (* 8. března 1932)
- 2013
  - Joey Covington, americký bubeník (* 27. června 1945)
  - Ben Tucker, americký kontrabasista (* 13. prosince 1930)
- 2019 – Lennart Johansson, švédský fotbalový funkcionář (* 5. listopadu 1929)
- 2021
  - Richard R. Ernst, švýcarský fyzikální chemik, nositel Nobelovy ceny (* 14. srpna 1933)
  - Friederike Mayröckerová, rakouská básnířka a spisovatelka (* 20. prosince 1924)

## Svátky

### Česko
- Dalibor, Dalibora
- Fatima

### Svět
- Mezinárodní den nevinných dětských obětí agrese
- Rumunsko – Den trianonské smlouvy
- Slovensko – Lenka

| 4. červen v pražském KlementinuÚdaje jsou platné k 29. 4. 2025. | 4. červen v pražském KlementinuÚdaje jsou platné k 29. 4. 2025. | 4. červen v pražském KlementinuÚdaje jsou platné k 29. 4. 2025. |
| minimum                                                         | denní průměr                                                    | maximum                                                         |
| --------------------------------------------------------------- | --------------------------------------------------------------- | --------------------------------------------------------------- |
| 3,8 °C (1810)                                                   | 17,5 °C (od 1961)                                               | 32,6 °C (1947)                                                  |